# 奥斯卡·施莱默
奥斯卡·施莱默（德語：Oskar Schlemmer，發音：[ˈɔskaʁ ˈʃlɛmɐ]；1888年9月4日—1943年4月13日），德国画家、雕塑家、设计师和编舞家，1920年-1929年间在魏玛和德绍包豪斯担任“大师”（Meister），并设计了包豪斯标志。其最著名的作品是芭蕾舞剧《三重芭蕾》，在该剧中，身着戏服的演员化作人体几何图形，他称之为“形态和色彩的盛宴”。